# Le Turk
Le Turk, né Sébastien Salamand le 4 juin 1983 à Montpellier, est un photographe et réalisateur français. 
Il est connu pour fabriquer lui-même les décors qu'il met en scène et pour son univers burlesque et romantique. 

## Biographie
Le Turk est né le 4 juin 1983 à Montpellier. Fils d'artisan, il grandit dans le centre de la France. Il obtient un master de musicologie à l'Université de Tours[réf. nécessaire].  
Il se dirige tout d'abord vers la bande-dessinée. C'est après avoir pris la direction du centre culturel La Rue Les Arts, en région parisienne, qu'il s'ouvre à la photographie. Il met tout d'abord en scène le cirque, les cabarets, inspiré par un Paris d'avant-guerre. Il utilise des décors qu'il conçoit et fabrique rappelant ainsi l'univers de Georges Méliès,. 
Ses inspirations pour l'art classique, comme notamment Jérôme Bosch, Pieter Brueghel ou bien même Auguste Rodin, s'entremêlent à des influences plus contemporaines comme Jan Saudek ou Erwin Olaf. On y retrouve aussi un lien avec la musique, notamment celle de Jean-Sébastien Bach, la religion chrétienne et la philosophie de Friedrich Nietzsche, très présent dans la vie de l'artiste.
Il participe à la vente aux enchères de Cornette de Saint Cyr le 17 décembre 2015 et se voit obtenir le Grand Prix Azart Photographie en 2011 dont il fait la première de couverture.
Il publie deux recueils de photographies : Opera Mundi en 2015 et La Garenne du Prince en 2022, dans lequel nous retrouvons notamment l'actrice Frédérique Bel[style à revoir] ou encore la chanteuse Élodie Frégé. 
Depuis 2021, il s'oriente de plus en plus vers la réalisation, notamment en mettant à l'écran La Symphonie du Temps qui Passe, album éponyme de Mathias Malzieu et Daria Nelson, dont il illustre aussi le recueil de ses photographies et de ses dessins. 

## Œuvre
Recueil de Photographie
- Opera Mundi, 2015.
- La Garenne du Prince, 2022.

Illustration
- La Symphonie du Temps qui Passe, Mathias Malzieu et Daria Nelson.

Réalisation
- La Symphonie du Temps qui Passe, Mathias Malzieu et Daria Nelson

Séries photographiques
- Salbatar Circus
- Retour en terres Nulle-Part
- Le Chat noir
- Je crie vers toi
- Romances et Séries B
- La Chute des empires
- Entrée des artistes
- Opera Mundi
- Ode à Metz
- La Garenne du prince
- Les Machines absurdes